# 村田製作所
村田製作所（日语：／ Murata Seisakusho */?）是日本一家电子零件专业制造厂，總部設於京都府长冈京市。
該公司於1944年10月创业，1950年12月正式改名為村田製作所。创业者是村田昭。主力商品是陶瓷電容器，高居世界首位。其他具領導地位的零件產品計有陶瓷濾波器、高頻零件、感應器等。
2014年8月28日村田製作所子公司Murata Electronics North America和Peregrine Semiconductor Corporation簽訂了一份最終協定，由村田以每股12.50美元現金收購非名下的所有Peregrine已發行股票，交易總價為4.71億美元。
2016年7月28日村田製作所与索尼簽署諒解備忘錄，商討收購索尼旗下能源設備（Sony Energy Devices）鋰離子聚合電池和鋰離子電池和其在中国和新加坡的制造业务生產的業務，但不包括以Sony為品牌的USB行動電源、鹼性電池、鈕扣電池等針對一般零售市場的電池事業。

## 外部鏈結
- 村田製作所 （页面存档备份，存于） （日語）（英文）（简体中文）